# Lophorrhachia atricristata
Lophorrhachia atricristata är en fjärilsart som beskrevs av Louis Beethoven Prout 1930. Lophorrhachia atricristata ingår i släktet Lophorrhachia och familjen mätare. Inga underarter finns listade i Catalogue of Life.